# Lista de singles número um na Gaon Digital Chart em 2020
A parada digital da Gaon classifica as músicas com melhor desempenho na Coreia do Sul, através de dados coletados pela Korea Music Content Industry Association. É constituída através de uma parada semanal e uma parada mensal. Abaixo está uma lista de canções que alcançaram as melhores posições em tais paradas.

## Parada semanal
| † | Indica a canção com melhor desempenho na parada digital da Gaon em 2020 |

| Data            | Canção                                  | Artista(s)        | Ref    |
| --------------- | --------------------------------------- | ----------------- | ------ |
| 4 de janeiro    | "Meteor"                                | Changmo           | [ 2 ]  |
| 11 de janeiro   | "Meteor"                                | Changmo           | [ 3 ]  |
| 18 de janeiro   | "Any Song" (아무노래)                   | Zico              | [ 4 ]  |
| 25 de janeiro   | "Any Song" (아무노래)                   | Zico              | [ 5 ]  |
| 1 de fevereiro  | "Any Song" (아무노래)                   | Zico              | [ 6 ]  |
| 8 de fevereiro  | "Any Song" (아무노래)                   | Zico              | [ 7 ]  |
| 15 de fevereiro | "Any Song" (아무노래)                   | Zico              | [ 8 ]  |
| 22 de fevereiro | "Give You My Heart" (마음을 드려요)     | IU                | [ 9 ]  |
| 29 de fevereiro | "On"                                    | BTS               | [ 10 ] |
| 7 de março      | "Any Song" (아무노래)                   | Zico              | [ 11 ] |
| 14 de março     | "Any Song" (아무노래)                   | Zico              | [ 12 ] |
| 21 de março     | "Start Over" (시작)                     | Gaho              | [ 13 ] |
| 28 de março     | "Start Over" (시작)                     | Gaho              | [ 14 ] |
| 4 de abril      | "Bloom" (처음처럼)                      | M.C the MAX       | [ 15 ] |
| 11 de abril     | "Start Over" (시작)                     | Gaho              | [ 16 ] |
| 18 de abril     | "Aloha" (아로하)                        | Jo Jung-suk       | [ 17 ] |
| 25 de abril     | "Aloha" (아로하)                        | Jo Jung-suk       | [ 18 ] |
| 2 de maio       | "Aloha" (아로하)                        | Jo Jung-suk       | [ 19 ] |
| 9 de maio       | "Eight" (에잇)                          | IU featuring Suga | [ 20 ] |
| 16 de maio      | "Eight" (에잇)                          | IU featuring Suga | [ 21 ] |
| 23 de maio      | "Eight" (에잇)                          | IU featuring Suga | [ 22 ] |
| 30 de maio      | "I Knew I Love" (사랑하게 될 줄 알았어) | Jeon Mi-do        | [ 23 ] |
| 6 de junho      | "I Knew I Love" (사랑하게 될 줄 알았어) | Jeon Mi-do        | [ 24 ] |
| 13 de junho     | "Eight" (에잇)                          | IU featuring Suga | [ 25 ] |
| 20 de junho     | "Downtown Baby"                         | Bloo              | [ 26 ] |
| 27 de junho     | "Downtown Baby"                         | Bloo              | [ 27 ] |
| 4 de julho      | "How You Like That"                     | Blackpink         | [ 28 ] |
| 11 de julho     | "How You Like That"                     | Blackpink         | [ 29 ] |
| 18 de julho     | "How You Like That"                     | Blackpink         | [ 30 ] |
| 25 de julho     | Summer Sea Again                        | SSAK3             | [ 31 ] |
| 1 de agosto     | Summer Sea Again                        | SSAK3             | [ 32 ] |
| 8 de agosto     | Summer Sea Again                        | SSAK3             | [ 33 ] |
| 15 de agosto    | Summer Sea Again                        | SSAK3             | [ 34 ] |
| 22 de agosto    | Summer Sea Again                        | SSAK3             | [ 35 ] |

### Músicas com o maior número de semanas no topo da parada
7 semanas:
- Zico - "Any Song"

5 semanas:
- SSAK3 - "Summer Sea Again"

4 semanas:
- IU - "Eight" (에잇)

3 semanas:
- Gaho - "Start Over" (시작)
- Jo Jung-suk - "Aloha" (아로하)
- Blackpink - "How You Like That"

2 semanas:
- Changmo - "Meteor"
- Jeon Mi-do - "I Knew I Love" (사랑하게 될 줄 알았어)
- Bloo - "Downtown Baby"

## Parada mensal
| † | Indica a canção com melhor desempenho na parada digital mensal da Gaon em 2020 |

| Mês        | Música                | Artista(s)  | Pontos      | Ref    |
| ---------- | --------------------- | ----------- | ----------- | ------ |
| Janeiro    | "Meteor" (넘쳐흘러)   | Changmo     | 188,312,055 | [ 36 ] |
| Fervereiro | "Any Song" (아무노래) | Zico        | 182,679,370 | [ 37 ] |
| Março      | "Start Over" (시작)   | Gaho        | 135,720,140 | [ 38 ] |
| Abril      | "Aloha" (아로하)      | Jo Jung-suk | 147,060,378 | [ 39 ] |
| Maio       | "Eight" (에잇)        | IU          | 203,934,380 | [ 40 ] |
| Junho      | "Eight" (에잇)        | IU          | 147,391,399 | [ 41 ] |
| Julho      | “How You Like That”   | Blackpink   | 175,704,998 | [ 42 ] |